# Pfeileule

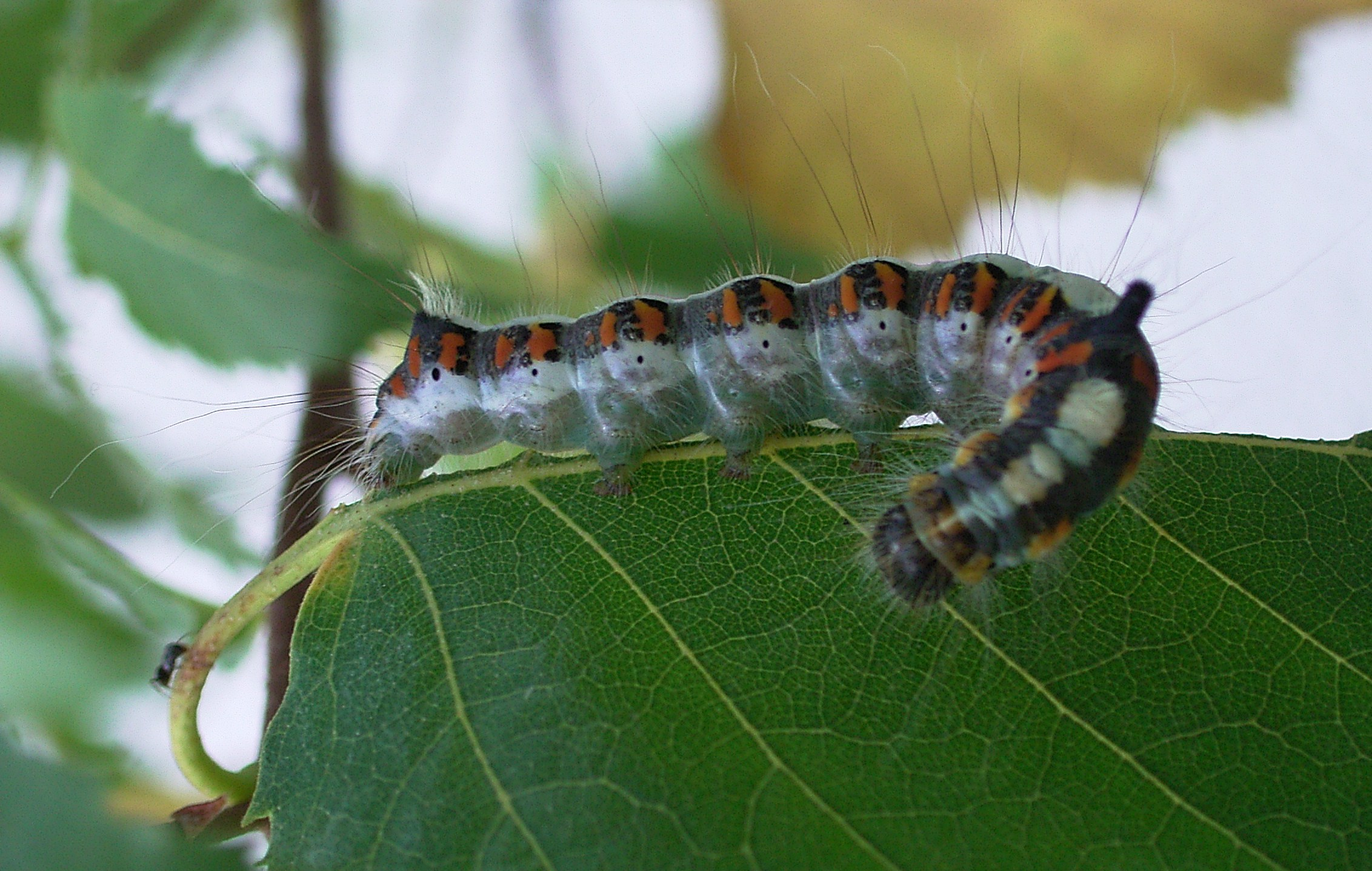
Ältere Raupe der Pfeileule mit weißem Rückenband

Die Pfeileule (Acronicta psi), auch Schleheneule ist ein Schmetterling (Nachtfalter) aus der Familie der Eulenfalter (Noctuidae).

## Merkmale
Die Falter haben eine Flügelspannweite von 37 bis 44 Millimetern. Die Vorderflügel sind in der Grundfarbe hellgrau, selten graubraun bis dunkelgrau gefärbt, meist aber grau mit schwarzer Überstäubung. Sehr charakteristisch sind deutlich ausgeprägter Wurzelstrich und tornaler Strich. Innere und äußere Querlinie sind deutlich und doppelt schwarz gezeichnet. Dagegen ist der Mittelschatten nur am Hinter- und Vorderrand des Vorderflügels gut zu sehen. Die Saumlinie ist kaum zu sehen. Die Fransen sind weiß bis hellgrau mit schmalen, interneuralen Strichen. Ringmakel und Nierenmakel sind deutlich zu sehen im Bereich des kurzen, schwarz gezeichneten Zwischenmakelstrichs. Die Hinterflügel des Männchens sind weiß mit dunkelgrauer Zeichnung der Äderung, vor allem der distalen Anteile. Die Hinterflügel des Weibchens sind dagegen hellgrau am Ansatz, und dunkler werdend zum Außenrand. Mittlere Querlinie und Diskalfleck sind nur undeutlich entwickelt. Die Saumlinie ist dagegen schwarz, die Fransen hellgrau mit schmalen interneuralen Strichen. Die Unterseite von Vorder- und Hinterflügel ist grau, wobei der Vorderflügel meist etwas dunkler ist. Auf der Unterseite von Vorder- und Hinterflügel ist die mittlere Querlinie und der Diskalfleck entwickelt; allerdings ist die mittlere Querlinie auf dem Hinterflügel nur schwach gezeichnet. Kopf und Thorax sind individuell unterschiedlich hell- bis dunkelgrau gefärbt. Die Falter von Acronicta psi können anhand äußerer Merkmale nicht sicher von den beiden ähnlichen Arten Acronicta tridens und Acronicta cuspis unterschieden werden.
Das flachkegelförmige Ei ist weiß mit einem schwarzen Mikopylfleck. Die Oberfläche weist schwache Längsrippen auf. Es sind drei orangefarbene Keilflecke vorhanden.
Die Raupen werden ca. 38 Millimeter lang. Sie sind schwarz und haben am Rücken ein breites und dominantes gelbes (junge Tiere) oder weißes (alte Tiere) Rückenband. Daneben tragen sie eine weißlich graue Seitenbinde und zwischen den beiden Bändern immer paarweise auf jedem Segment angeordnete rote bis orange Querstriche. Am Rücken des vierten Segmentes ist ein auffällig hoher, schwarzer und behaarter Fortsatz erkennbar. Am elften Segment findet sich ein weiterer, deutlich kleinerer, und kegelförmiger Zapfen, der schwarze und vorne gelb gefärbt ist. Die Raupen haben viele weiße und am Rücken vereinzelte sehr lange, schwarze Haare.
Die Puppe ist rotbraun mit einem kegelartig abgestumpften Kremaster, der kreisförmig mit kurzen, gebogenen, dornartigen Borsten besetzt ist.

### Ähnliche Arten
Die Falter der Erlen-Pfeileule (Acronicta cuspis), der Pfeileule (Acronicta psi) sowie die Falter der Dreizack-Pfeileule (Acronicta tridens) sind sich sehr ähnlich. Als Unterscheidungsmerkmale werden angeführt:
- Die Falter von A. cuspis und A. tridens sind im Durchschnitt etwas größer, allerdings ist der absolute Größenbereich fast gleich.
- Die Farbnuancen der Grundfarbe differieren geringfügig, A. cuspis hat oft einen Stich ins bläuliche. Der Wurzelstrich und der tornale Strich sind sehr deutlich entwickelt. Die Hinterflügel des Männchens sind dunkelgrau mit relativ deutlicher Mittellinie und Diskalfleck. Bei den anderen beiden Arten sind die Hinterflügel weiß, ausgenommen die Saumlinie (bei A. tridens) bzw. schwarz überstäubt entlang der Äderung bei A. psi.
- Der Vorderflügel von A. psi hat mit Abstand die variabelste Grundfarbe; diese variiert von weißgrau bis einfarbig dunkelgrau. Der Hinterflügel ist schwärzlich entlang der distalen Partien der Äderung und der Saumlinie. In sehr dunklen Formen kann der Hinterflügel von A. psi so dunkel sein wie der von A. cuspis, ist aber weniger überstäubt.
- Dagegen ist bei A. tridens der Vorderflügel weniger variabel, weniger stark gezeichnet und gewöhnlich dunkler als bei A. psi.
- A. tridens ist häufiger in mehr feuchten, moor-ähnlichen Biotopen.

Trotz der angeführten Unterscheidungsmerkmale ist eine sichere Bestimmung nur durch eine Genitaluntersuchung bei den Faltern möglich. Da sich aber die Raupen der angesprochenen drei Arten sehr deutlich unterscheiden, ist auch eine eindeutige Zuordnung mittels Zucht möglich.

## Geographische Verbreitung und Lebensraum
Die Tiere sind praktisch in ganz Europa verbreitet, mit Ausnahme von West- und Nordskandinavien und der nördlichsten Teil des europäischen Russland. Das Verbreitungsgebiet erstreckt sich weiter durch Sibirien bis in den Russischen Fernen Osten und Nordchina. Sie kommen außerdem in Nordafrika, dem Nahen Osten (Israel, Jordanien und Libanon) vor, in Zypern, Kleinasien, dem Kaukasusgebiet, Nordiran und Zentralasien vor.
Sie leben in Buschlandschaften, Laubwäldern, Waldrändern, in Steppen, Parks und in Gärten. In den Alpen steigt sie bis auf 1600 m über NN an.

## Lebensweise
Die Pfeileule bildet in Mitteleuropa jährlich zwei sich z. T. etwas überlappende Generationen, deren Falter von Mai bis Juni und von Juli bis August fliegen. In Baden-Württemberg fliegen einige Falter auch schon im April, einige noch im September. In Israel sind die beiden Generationen dagegen sehr deutlich getrennt. Die Falter der ersten Generation fliegen von Februar bis April, die Falter der zweiten Generation im September und Oktober.
Die Falter sind nachtaktiv und lassen sich in der Nacht leicht durch künstliche Lichtquellen locken. Sie besuchen Blüten; beobachtet wurde ein Blütenbesuch an Schmetterlingsflieder (Buddleja davidii). Sie kommen auch an den Köder.
Die Raupen ernähren sich polyphag von den Blättern von Laubbäumen wie Birken (Betula), Erlen (Alnus), Eichen (Quercus), Weiden (Salix), Pappeln (Populus), Linden (Tilia), Ulmen (Ulmus), Hainbuchen (Carpinus), Birnen (Pyrus), Prunus, Äpfel (Malus) und Mehlbeeren (Sorbus). Ebert et al. (1997) geben noch weitere Laubbaumarten sowie einige Sträucher folgender Gattungen an: Buchen (Fagus), Hasel (Corylus), Zierquitten (Chaenomeles), Weißdorne (Crataegus), Felsenbirnen (Amelanchier), Rosen (Rosa) und Rhus.
Die Raupen leben häufig auf großen Bäumen, aber nicht in der Krone, sondern auf Ästen, die weit herabhängen oder Stockaustrieben. Sie sind tagaktiv und leben wenig versteckt frei auf den Blättern. Sie verpuppen sich in einem festen Kokon an oder unter Rinde, im Stammbereich, an morschem Holz oder am Boden. Die Puppe überwintert.

## Gefährdung und Schutz
Die Pfeileule ist in Deutschland nicht gefährdet.

## Systematik und Nomenklatur
Die Pfeileule (Acronicta psi), die Erlen-Pfeileule (Acronicta cuspis) und die Dreizack-Pfeileule (Acronicta tridens) werden von Fibiger et al. (2009) in die Untergattung Triaena Hübner, 1818 gestellt. Es werden keine Unterarten aufgeführt. Es existieren aber zahlreiche Synonyme.